# Stazione di Acqua Acetosa (Ciampino)
Stazione di Acqua Acetosa vasútállomás Olaszországban, Ciampino településen.

## Vasútvonalak
Az állomást az alábbi vasútvonalak érintik:
- Róma–Albano-vasútvonal

## Kapcsolódó állomások
A vasútállomáshoz az alábbi állomások vannak a legközelebb:
- Stazione di Ciampino Superiore
- Stazione di Sassone (Stazione di Albano Laziale, FL4)
- Stazione di Ciampino (Stazione di Roma Termini, FL4)